# زن چیست؟
زن چیست؟ (به انگلیسی: What Is a Woman?) یک فیلم مستند آمریکایی محصول ۲۰۲۲ دربارهٔ جنسیت و تراجنسیت و مسائل مربوط به آن است. مت والش منتقد و مفسرِ محافظه کار آمریکایی در این فیلم ادعا می‌کند که بحث‌های امروزین دربارهٔ سیال‌بودن جنسیت و اجتماعی‌بودن جنسیت، ویژگی‌های کاملاً غیرعلمی دارند و زنانگی و مردانگی ریشه‌های کاملاً زیستی دارند. این فیلم توسط دیلی‌وایر منتشر شده و کارگردان آن جاستین فولک است. بازخوردها و واکنش‌ها به این مستند پس از نمایش آن، متفاوت و شدیداً جناحی بود.

## خلاصه
در این فیلم، والش، پرسشِ «زن چیست؟» و پرسش‌های مرتبطی را از افراد مختلف مانند سیاست‌مداران، یک متخصص اطفال، یک استاد مطالعات جنسیتی، یک روان‌پزشک، یک خانواده و روان‌درمان‌گرِ تاییدکنندهٔ جنسیت، یک تراجنسیتی مخالفِ تراجنسیدنِ خردسالان، یک جراح متخصص در جراحی تغییر جنسیت، پدرِ یک پسرِ ۱۴ ساله تراجنسیتی و جردن پیترسون می‌پرسد. والش همچنین پیرامون اصطلاحات «نادودویی» و «تراجنسیتی» با یک قبیله ماسایی در کنیا گفت‌وگو می‌کند و با یک مرد هم‌جنس‌گرا که در سانفرانسیسکو در ملاء عام برهنه بود مصاحبه کرد. این فیلم در مورد جراحی تغییر جنسیت، مسدودکننده‌های بلوغ، جوانان تراجنسیتی و ورزشکاران ترنس در ورزش زنان بحث می‌کند.
همچنین فیلم شامل یک سخنرانی از والش در جلسه هیئت مدرسه شهرستان لودون است که برای مردم برگزار شد تا بتوانند نظرات خود را در مورد سیاست ۸۰۴۰ که اجازهٔ به‌کارگیریِ ضمایرِ دلخواه را به دانش‌آموزان می‌دهد را بیان کنند. این قانون همچین به ترنس‌ها اجازه می‌دهد تا از حمام‌ها و رختکن‌هایی که با هویت جنسی‌شان همخوانی دارند، استفاده کنند. والش در طول این سخنرانی گفت: «همهٔ شما کودک‌آزار هستید. شما کودکان تأثیرپذیر را شکار می‌کنید و فرقهٔ ایدئولوژیکِ جنون‌آمیز خود را به ایشان تلقین می‌کنید؛ فرقه‌ای که دیدگاه‌های متعصبانهٔ زیادی دارد اما هیچ‌کدام به اندازهٔ این ایده که پسرها دختر هستند و دخترها پسر هستند، آشفته نیست.»
در پایان فیلم، همسر والش، درحالی که یک بطری شیشه‌ای به والش می‌دهد، یک زن را به‌عنوان یک مونثِ بالغ معرفی می‌کند که نیاز به بازکردنِ این بطریِ شیشه‌ای دارد.

## استقبال
گفته می‌شود که این فیلم «به‌طور گسترده توسط کارشناسان، رسانه‌های سنتی و پلت‌فرم‌های رسانه‌های اجتماعی مخالف مراقبت جنسیتی و به‌ویژه مخالف استفاده از ضمایر، سرویس‌های بهداشتی و رختکن توسط افراد ترنس تبلیغ شده‌است.»
دیمیتریجی وزنو(Dimitrije Vojnov) از رادیو تلویزیون صربستان گفت که والش می‌تواند معادلِ راستِ مایکل مور (چپِ آمریکایی) باشد؛ به همان اندازه سوگرفته.

### مثبت
ریچ لوری از نشنال ریویو نوشت همان کلیپ‌هایی که از «زن چیست؟» را هم که دیده‌است بسیار «محیرکننده و بسیار آزاردهنده» هستند. راد درهر از دی امریکن کنسروتیو استدلال کرد که این فیلم نشان می‌دهد که والش «شجاعت پرسیدن سوالات و درخواست پاسخ» را از مخالفان خود داشت. کیلی مک‌گی وایت از واشینگتن اگزمینر گفت که این فیلم «کوششِ در راستایِ پاک‌کردن هویت زنانه و حقیقت عینی، آسیب رساندن به افراد، خانواده‌ها و جوامع را نشان می‌دهد.» لئور ساپیر از سیتی ژورنال، این فیلم را با کتاب‌ها و فیلم‌های دیگری که جرقه‌ای برای اصلاحات اجتماعی برمی‌انگیزند، مانند «ناامن در هر سرعتی» اثر رالف نیدر مقایسه کرد و گفت که «عملاً توسط رسانه‌های چپ نادیده گرفته شده‌است.» مت تایبی نیز کوششِ والش برای گرفتن تعریفِ زنانگی از فعالان ترنس، دانشگاهیان و متخصصان پزشکی را ستود. بلر وایت، یوتیوب‌باز (یوتیوبِر) و مفسر سیاسیِ تراجنسیتی، فیلم را تمجید کرد.
دانته جیمز به آن امتیاز ۸ از ۱۰ داد و آن را «غواصی ژرف در گفتمانِ «زنان ترنس زنان واقعی هستند» اهمیتِ زیست‌شناسی» دانست. جیمز اظهار داشت که «بسیاری از به‌اصطلاح منتقدانِ فیلم، به‌دلیل ترس از واکنش‌های منفی جامعهٔ ال‌جی‌بی‌تی‌کیوآی‌اِی+، ترجیح دادند «زن چیست» را بررسی نکنند. من می‌خواهم این افراد را ترسو خطاب کنم.»
لورا دادسورت استدلال کرد که «موفقیت فیلم در پیگیری قاطعانه‌اش برای پاسخ به یک پرسش است»، اما از آن انتقاد کرد چون «معنای جنسیت را تا آنجا که می‌توانست وا نکافته است.» دبی هیتون استدلال کرد که فیلم، نمایانندهٔ «ساده‌لوحی در تشکیلاتِ هویت جنسیتی» است، اما افزود که «در حالی که والش از ایدئولوژی هویت جنسیتی انتقاد می‌کند، او توضیح نداد که چرا چنین ایدهٔ عجیب و غریبی جامعه را مجذوب خود کرده‌است». نینا پاور از کامپکت گفت: «این مستند کیفرخواستی تلخ و فراموش‌نشدنی از ایدئولوژی جنسیتیِ امروزی را ارائه می‌کند که باید اقداماتی را در سراسر طیف سیاسی برانگیزد؛ اتحادی حزبی در دفاع از زن، مرد و واقعیت». کریستین توتو، منتقد سینما و مشارکت‌کننده در روزنامه دیلی وایر، نوشت که «سؤال ابتدایی والش به پرسش‌های بزرگ‌تر و نگران‌کننده‌تر منجر می‌شود»، اما گفت که فیلم «می‌تواند از برخی داده‌های سخت، همراه با کارشناسان بیشتر» و همدلی با افراد ترنس‌جندر استفاده کند.

### منفی
کلر گوفورت، فیلم را ترنس‌هراس نامید و استدلال‌کرد که «دوگانگی، محوری برای خلق این مستند است». جان کندال هاوکینز این فیلم را «حماقت محافظه‌کارانه‌تر» خواند و نتیجه گرفت که «فقط به صدای سفید بی‌رحمانه‌ای می‌افزاید که به نظر نمی‌رسد از آن رها شویم و چیزی به انسانیت ما نمی‌افزاید. این فیلم ارزش دیدن ندارد اما قابل توجه است.»
ناتان جی رابینسون استدلال کرد که فیلم «جهل محافظه‌کار» را نشان می‌دهد و «تعصب‌های بی‌رحمانه و بی‌معنایی را به عنوان «عقل سلیم» در نظر می‌گیرد. زن چیست؟، صدمات واقعی‌ای به ترنس‌ها وارد می‌کند، و در حالی که من عموماً سانسور را غیرمولد می‌دانم، نباید سمیتِ فیلمی مانند این را دست کم بگیریم.» کتی کادو از گاکر باور دارد که «برای والش و سایر گشت‌زنانِ مرزهای جنسیتی، زنان ترنس، خطر آلودگی هستند. آنها متهم به نفوذ نه تنها در فضاهای فیزیکی زنان مانند حمام و رختکن، بلکه به فضای مفهومیِ پاک مقولهٔ «زن» هستند: طبق این منطقِ ترنس‌هراس، آنان مردانی هستند که با فریب‌کاری ادعا می‌کنند که زن هستند.»